# Malompataki fatemplom
A malompataki fatemplom műemlék Romániában, Fehér megyében. A romániai műemlékek jegyzékében az AB-II-m-B-00382 sorszámon szerepel.